# Sonnenallee (film)
Sonnenallee är en tysk spelfilm av Leander Haußmann från 1999. Den baseras på Thomas Brussigs roman På den kortare sidan av Sonnenallée (tyska: Am kürzeren Ende der Sonnenallee). I det södra slutet av Sonnenallee i Berlin fanns under Tysklands delning en gränsövergång mellan Väst- och Östberlin. Filmen tematiserar vardagslivet i DDR. Sonnenalle var en av de mera framgångsrika filmerna med 2,6 miljoner biografbesökare i Tyskland fram till 2003. Manuset skrevs av Thomas Brussig, Detlev Buck och Leander Haußmann tillsammans.

## Handling
Huvudkaraktären Michael Ehrenreich (Alexander Scheer) och hans vän Mario besöker en skola i Östberlin. Året är 1973. Då de bor i närheten av gränsen till Västberlin observeras de ofta av Östtysklands gränstrupper. Ungdomarna har därför svårt att komma åt den önskade västerländska rock- och popmusiken, främst Rolling Stones. Samtidig har Michael sin första kärleksaffär.
Till slutet ställs vänskapen mellan Michael och Mario på ett prov då Mario som hela tiden framträdde som skolklassens outlaw blir anställd hos underrättelsetjänsten Stasi.

## Om filmen
Filmen är enligt regissören Haußmann inte kronologisk, den beskriver på ett satiriskt sätt flera problem för Östtysklands medborgare.
Huvudrollerna spelas nästan uteslutande av tyska ungdomsskådespelare som före inspelningen var okända för publiken. Däremot förekommer flera etablerade skådespelare i birollerna.
Kritiken var blandad. Så bedömdes filmen av DVD & Video Report som "övertygande burlesk" inom ostalgivågen. Lexikon des Internationalen Films ser däremot "gamla skämt, ytlighet och brist på politiskt ansvar" i filmen.
- Elavbrottet som förekommer i filmen ägde verkligen rum vid Sonnenalle under den östtyska tiden men orsakades inte av en västtysk musikanläggning.
- Kulisserna liknar bebyggelsen i stadsdelen Prenzlauer Berg men liknande hus finns inte vid Sonnenalles östra del.
- I Sonnenalle förekommer en cameo. När Michael är på väg till sin flickvän träffar han i trapphuset på Winfried Glatzeder som var en av huvudrollsinnehavarna i den östtyska filmen Die Legende von Paul und Paula. Glatzeder försvinner i en lägenhet med namnskylten Paul und Paula.

En liknande film, NVA, som likaså var ett samarbete mellan Haußmann och Brussig bedömdes av flera kritiker som direkt fortsättning med andra skådespelare.